# Đường tròn ngoại tiếp

Đường tròn với tâm ngoại tiếp đa giác

Trong hình học, đường tròn ngoại tiếp của một đa giác là một đường tròn đi qua tất cả các đỉnh của đa giác. Tâm của đường tròn ngoại tiếp đa giác là giao điểm của các đường trung trực. Tuy nhiên, đường tròn ngoại tiếp đa giác chỉ xuất hiện và áp dụng cho đa giác lồi.
Một đa giác có đường tròn ngoại tiếp được gọi là đa giác nội tiếp đường tròn. Tất cả các đa giác đều, các tam giác và các hình chữ nhật đều là đa giác nội tiếp đường tròn.
Một khái niệm có liên quan là bao tròn nhỏ nhất, đó là đường tròn nhỏ nhất chứa toàn bộ đa giác ở bên trong. Không phải mọi đa giác đều có đường tròn ngoại tiếp, nhưng mọi đa giác đều có bao tròn nhỏ nhất. Thậm chí một đa giác có đường tròn ngoại tiếp thì đường tròn đó có thể không trùng với bao tròn nhỏ nhất; ví dụ, một tam giác tù, bao tròn nhỏ nhất của nó có đường kính là một cạnh nhưng đường tròn ấy không đi qua đỉnh góc tù của tam giác.

## Đường tròn ngoại tiếp tam giác

Đường tròn ngoại tiếp tam giác

Đường tròn đi qua ba đỉnh của tam giác được gọi là đường tròn ngoại tiếp tam giác đó.  Tâm của đường tròn ngoại tiếp tam giác là giao điểm ba đường trung trực của tam giác đó. 
Bán kính của đường tròn ngoại tiếp tam giác là khoảng cách từ giao điểm ba đường trung trực đến đến mỗi đỉnh của tam giác.

### Tạo lập đường tròn ngoại tiếp tam giác
Đường tròn ngoại tiếp tam giác có thể được tạo lập bằng cách kẻ hai trong số ba đường trung trực của tam giác đó, và giao điểm của hai đường trung trực chính là tâm của đường tròn.

### Cách tính bán kính đường tròn ngoại tiếp tam giác

#### Sử dụng đinh lý sin trong tam giác
Với tam giác {\displaystyle ABC} có {\displaystyle BC=a}, CA = b và AB = c, R là bán kính đường tròn ngoại tiếp tam giác ABC. Khi đó:

## Một số tính chất của đường tròn ngoại tiếp tam giác
- Mỗi tam giác có đúng một đường tròn ngoại tiếp.

- Tâm đường tròn ngoại tiếp tam giác cách đều ba đỉnh ({\displaystyle R=OA=OB=OC}).

- Đối với tam giác đều, trọng tâm của tam giác đồng thời cũng là tâm đường tròn ngoại tiếp của tam giác đều đó. Tam giác đều cạnh {\displaystyle a} có bán kính đường tròn ngoại tiếp là {\displaystyle R={\frac {a{\sqrt {3}}}{4}}}. [2]

- Đối với tam giác vuông, đường tròn ngoại tiếp tam giác vuông có tâm là trung điểm của cạnh huyền và bán kính bằng nửa cạnh huyền.

## Vị trí của tâm đường tròn ngoại tiếp so với tam giác
Vị trí của tâm phụ thuộc vào loại tam giác:
- Đối với tam giác nhọn, tâm đường tròn luôn nằm bên trong tam giác.
- Đối với tam giác vuông, tâm đường tròn luôn nằm ở trung điểm của cạnh huyền. Đây là một dạng của định lý Thalès.
- Đối với tam giác tù, tâm đường tròn luôn nằm bên ngoài tam giác